# علم جوادلوب

علم جزر جوادلوب الغير الرسمي

العلم المقترح من قبل الاتحاد الشعبي من أجل تحرير جزر جواديلوب

العلم الرسمي لجزر جوادلوب هو العلم الفرنسي ذو الألوان الثلاثة الأحمر والأبيض والأزرق.